# كوستاس مانولاس
كونستانتينوس مانولاس (باليونانية: Κώστας Μανωλάς)‏ و (باليونانية: Κωνσταντίνος "Κώστας" Μανωλάς)‏ وهو لاعب كرة قدم يوناني بمركز قلب الدفاع ولد في يوم 14 يونيو 1991 في بلدة ناكسوس في اليونان ، كما سبق له اللعب مع نادي أوليمبياكوس وأيك أثينا وثراسيفولوس ونادي روما ونادي نابولي و نادي الشارقة الإماراتي كما أنه يلعب مع منتخب اليونان لكرة القدم منذ عام 2013 ويبلغ طوله 189 سم.

## روابط خارجية
- كوستاس مانولاس على موقع الاتحاد الدولي (مؤرشف)  (الإنجليزية)
- كوستاس مانولاس على موقع الاتحاد الأوربي (الإنجليزية)
- كوستاس مانولاس على موقع إي إس بي إن إف سي (الإنجليزية)
- كوستاس مانولاس على موقع قاعدة بيانات كرة القدم.إي يو (الإنجليزية)
- كوستاس مانولاس على موقع ليكيب (الفرنسية)
- كوستاس مانولاس على موقع ناشيونال فوتبول تيمز (الإنجليزية)
- كوستاس مانولاس على موقع Soccerway.com (الإنجليزية)
- كوستاس مانولاس على موقع عالم كرة القدم.نت (الإنجليزية)
- كوستاس مانولاس على موقع AS.com (الإسبانية)